# تصوير وعائي دماغي
تصوير وعائي دماغي أو تصوير الأوعية الدماغية (بالإنجليزية: Cerebral angiograph)‏ هي شكل من تصوير الأوعية، حيثُ تساعد في تصوير الأوعية الدموية في وحول الدماغ، وبالتالي تسمح بالكشف عن الاضطرابات مثل التشوه الشرياني الوريدي وأم الدم. أُدخلت هذه التقنية عام 1927 بواسطة طبيب الأعصاب البرتغالي إيغاس مونيز في جامعة لشبونة، والذي ساعد أيضًا في تطوير ثوروتراست لاستعماله في هذا الإجراء التصويري.